# Pholcus jixianensis
Pholcus jixianensis är en spindelart som beskrevs av Zhu och Yu 1983. Pholcus jixianensis ingår i släktet Pholcus och familjen dallerspindlar. Inga underarter finns listade i Catalogue of Life.